# Décès en 1432
Décès
- 1428
- 1429
- 1430
- 1431
- 1432
- 1433
- 1434
- 1435
- 1436

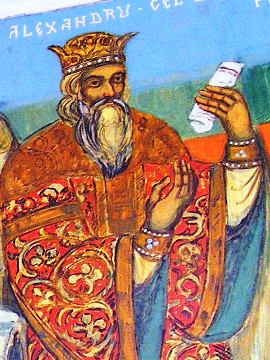
Alexandre Ier de Moldavie, mort en 1432.

Cette page dresse une liste de personnalités mortes au cours de l'année 1432  :
- 1er janvier : Alexandre Ier de Moldavie, ou Alexandre Ier le Bon, ou encore Alexandru cel Bun, voïvode de Moldavie.
- 26 février : Bertrand Raoul, évêque de Digne.
- 12 avril : Jean de Frétigny, évêque de Chartres.
- 5 mai : Francesco Bussone da Carmagnola, condottiere italien, exécuté à Venise.
- 6 mai : Aimon III de Gerbaix, évêque de Maurienne.
- 29 juin : Janus de Chypre, roi de Chypre.
- 30 juin : Jean de Nanton, archevêque de Sens.
- avant le 2 juillet : Arnold de Lantins, compositeur de l'École bourguignonne et de l'École franco-flamande.
- 7 septembre : Jacques Gélu, archevêque de Tours puis archevêque d'Embrun.
- 19 août : Giovanni Caracciolo, favori de la reine Jeanne II de Naples, assassiné sur ordre de celle-ci.
- 24 septembre : Jean V de Bertrand, évêque de Genève, puis archevêque-comte de Tarentaise.
- 26 septembre : Minchō, peintre japonais.
- 27 septembre : Guillaume de Montfort, évêque de Saint-Malo, cardinal-prêtre de Sainte-Anastasie.
- 29 septembre : Antoine de Toulongeon, seigneur de Buxy, La Bastie, Montrichard et de Traves.
- 19 octobre : John de Mowbray, 2e duc de Norfolk, 9e baron Segrave, 8e baron Mowbray, chevalier de l'Ordre de la Jarretière et  comte-maréchal.
- 14 novembre : Anne de Bourgogne, duchesse de Bourgogne.

- Sharif Ali, sultan de Brunei.
- Piccarda de Bueri, épouse de Jean de Médicis.
- Jean de Seyssel, prieur issu d'une ancienne famille noble savoyarde.
- Gongma Drakpa Gyaltsen, roi du Tibet, de la Période Phagmodrupa.
- Gyaltsab Je, premier Ganden Tripa (porte-trône) de la tradition  Gelugpa.
- John II Stanley de Man, roi de l'île de Man et des Îles, shérif d'Anglesey, connétable de Carnarvon (région judiciaire de Chester), régisseur de Macclesfield.
- Régnier Pot, seigneur de la Prugne, la Roche-Nolay (actuellement la Rochepot), Thorey, Chamelard, Melissey, Courcelles-le-Roi, chambellan du duc d'Orléans (1394), conseiller et chambellan des ducs de Bourgogne, gouverneur du Dauphiné (1409-1414), conseiller de Charles VI (1407) et chevalier de la famille Pot.
- Yusuf IV de Grenade, seizième émir nasride de Grenade.

## Crédit d'auteurs
- Cet article est partiellement ou en totalité issu de l'article intitulé « 1432 » (voir la liste des auteurs).